# Busy beaver
В теории вычислимости, busy beaver (рус. усердный бобр) — машина Тьюринга с заданным числом состояний, которая, будучи запущенной на пустой ленте, совершает максимально возможное число шагов и останавливается. 
Точнее, пусть детерминированной машине Тьюринга с n состояниями, работающей над двоичным алфавитом {0, 1}, на вход подаётся пустая лента (заполненная нулями). Такая машина либо будет работать бесконечно долго, либо завершит свою работу за конечное время; в последнем случае мы определяем {\displaystyle S(n)} как максимальное количество шагов, которое совершит такая машина перед остановкой. Альтернативно, вместо количества шагов мы можем максимизировать количество единиц, записанных на ленте до момента остановки, {\displaystyle \Sigma (n)}.
В силу алгоритмической неразрешимости проблемы остановки, обе функции {\displaystyle S(n)} и {\displaystyle \Sigma (n)} являются невычислимыми, т.е. не существует алгоритма, вычисляющего их для любого n; более того, они растут быстрее, чем любая вычислимая функция. Их значение известно лишь вплоть до n = 5 и получено путём перебора всех возможных машин Тьюринга с заданным числом состояний и доказательства для каждой из них, останавливается ли она или нет:
| n    | 1 | 2 | 3  | 4   | 5          | 6       | 7          |
| ---- | - | - | -- | --- | ---------- | ------- | ---------- |
| S(n) | 1 | 6 | 21 | 107 | 47 176 870 | > 2↑↑↑5 | >2↑¹¹2↑¹¹3 |
| Σ(n) | 1 | 4 | 6  | 13  | 4098       | > 2↑↑↑5 | >2↑¹¹2↑¹¹3 |